# Cherry Falls
Cherry Falls är en amerikansk skräckfilm från år 2000, regisserad av Geoffrey Wright med Brittany Murphy i huvudrollen. Manuset skrevs av Ken Selden. En seriemördare tar livet av tonårsflickor som fortfarande är oskulder.
Filmen visades inte på bio i USA men däremot i vissa andra länder, bland annat Storbritannien och Spanien.

## Rollista (urval)
- Brittany Murphy – Jody Marken
- Jay Mohr – Leonard Marliston
- Michael Biehn – sheriff Brent Marken
- Jesse Bradford – Rod Harper
- Candy Clark – Marge Marken
- Amanda Anka – Deputy Mina
- Joe Inscoe – Tom Sisler, rektor
- Gabriel Mann – Kenny Ascott
- Natalie Ramsey – Sandy
- Douglas Spain – Mark
- Bre Blair – Stacy Twelfmann
- Kristen Miller – Cindy
- Michael Weston – Ben
- Keram Malicki-Sánchez – Timmy
- Joannah Portman – Sharon
- Vicki Davis – Heather
- Bret McKee – Dylan Roley
- Clementine Ford – Annette Duwald
- Margaret Molster – Mrs. Duwald
- Michael Goodwin – Mr. Duwald
- DJ Qualls – Wally